# クラゲムシ
クラゲムシは、有櫛動物に属する動物であるが、クラゲ状ではなく、はい回る偏平な動物である。

## 特徴
クラゲムシは、有櫛動物門有触手綱クシヒラムシ目クラゲムシ科クラゲムシ属Coeloplanaの動物の総称であり、また、その一種であるC. bocki Komai の和名でもある。
極めて偏平な動物で、ヒラムシよりさらに平たく、その体は軟弱でもろそうに感じられる。よく伸びたものは丸みを帯びた長方形に近い不定形。外見的には前後左右のような方向は明らかではない。やや中央がくびれるように見える。その両側の中央背面からそれぞれ一本ずつの触手が出る。触手は触手鞘内に完全に収めることができ、刺激を受けた時には外部からは全く見えなくなる。そっと放置しておくと、次第に触手を伸ばし始め、始めは白い房のような形で出る（その状態で描かれた図もある）が、さらに伸びると体長の数倍の細長い糸状の触手に、その側面から短い横枝が出た片羽型であることが確認できる。

## 構造
有櫛動物の大半は、いわゆるクラゲのような傘型ではないが、透明な寒天質の体を持ち、水中をただよって暮らしている。しかしクラゲムシはごく偏平な体で岩や他の動物の体表に付着し、這って移動して生活する。その外見はむしろヒラムシに近い。構造的には、フウセンクラゲのようなものが、下面の口を大きく広げて張り付き、体軸方向に極端に偏平になったと考えればいい。近縁のクシヒラムシでは櫛板が見られるが、クラゲムシでは一切見られない。一対の細長い片羽型の触手を持ち、これはクシクラゲ類共通の特徴である。また、子午水管が網目状に分枝を出し、全身に広がる。

## 習性等
他物に付着して触手を伸ばしているのがよく観察される。種によってウミトサカやガンガゼなどに好んで付着している。本体が透明なので、触手を伸ばしていない状態の彼らを目視で見つけるのは難しい。種としてのクラゲムシはウミトサカに着いて見つかる。ベニクラゲムシ C. willeyi Abbott は岩の表面に張り付いて発見され、その色が赤みを帯びているので見つけやすい。その姿は一見ヒラムシに似るが運動ははるかに遅い。